# Cirò Marina
Cirò Marina je město a přímořské letovisko v Itálii na území Kalábrie v provincii Crotone. Nachází se u pobřeží Jónského moře, 35 km severně od Crotone, 356 km jihovýchodně od Neapole a 563 km jihovýchodně od Říma. Ve městě žije přibližně 14 tisíc obyvatel. Počet obyvatel stoupal od roku 1871, kdy zde žilo pouze téměř 1 400 obyvatel, až do roku 1991, kdy vystoupal na 14 tisíc; od té doby stagnuje.
Název města odkazuje na nedalekou vnitrozemskou obec Cirò, ke které dříve patřilo, než se stalo dne 31. prosince 1951 samostatnou obcí. Cirò Marina byla odtržena z toho důvodu, že několikanásobně překročila počet obyvatel vnitrozemského Cirò.
Západně od Cirò Mariny prochází státní silnice SS106, do obce Cirò vede provinciální silnice SP7. Nacházejí se zde dva kostely, severně položený kostel svatého Josefa a jižní kostel svatého Nikodéma. V nejbližším okolí nejsou žádná další města, nejbližší je 35 km vzdálené Crotone.
Cirò Marina je známá pro výrobu červeného vína Cirò z odrůdy Gaglioppo.